# Oscar Pistorius

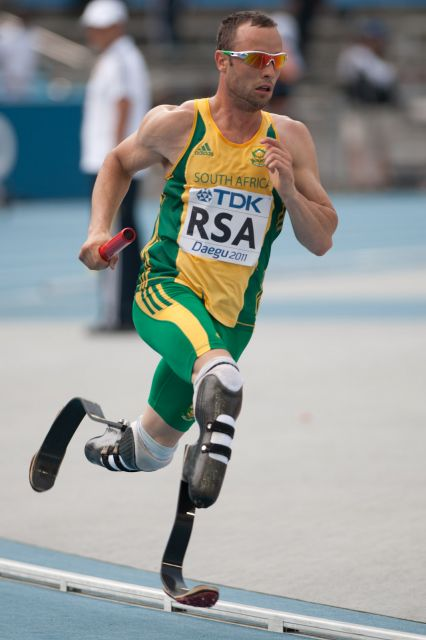
Oscar Pistorius vid världsmästerskapen i friidrott 2011 i Daegu, Sydkorea.

Oscar Carl Lennard Pistorius, född 22 november 1986 i Sandton, Johannesburg, är en sydafrikansk före detta sprinter som deltagit i såväl paralympiska som olympiska spelen. Han föddes med missbildade underben och fötter varpå benen amputerades nedanför knäna vid elva månaders ålder. 
Pistorius blev framgångsrik inom para-sporten med bland annat sex guld i paralympiska spel och då han sprang med dubbla benproteser gavs han smeknamn som Blade runner och The fastest man on no legs. 
I december 2015 dömdes Pistorius för mord på sin flickvän Reeva Steenkamp. Efter flera överklaganden blev den slutliga domen 13 år och 5 månaders fängelse.

## Karriär
17 år gammal tog han sitt första guld vid Paralympics i Aten 2004. Han var med i en dokumentär som handlade om att han ville tävla i det vanliga OS eftersom han hade vunnit allt i Paralympics. Han gjorde ett test i Köln där forskare skulle avgöra om han hade en fördel med att springa med sina speciella benproteser. Resultatet var nedslående, han hade en fördel och fick inte tävla. Men övertygad om motsatsen fortsatte han kämpa om att få tävla i de vanliga OS. Ett första framsteg var att beslutet i Köln omprövades och vändes till Pistorius fördel av Idrottens skiljedomstol den 16 maj 2008. Domstolen menade att det inte var bevisat att Pistorius proteser gav honom någon fördel. Även om Pistorius alltså var principiellt tillåten att tävla i 2008 års olympiska spel i Peking, kvalificerade han sig inte att delta i Sydafrikas olympiska lag.
År 2011 hade Pistorius sin bästa säsong hittills, och förbättrade sitt personbästa till 45.61 sekunder på 400 meter. Han kvalificerade sig för VM i friidrott i Daegu i augusti 2011 och nådde där semifinal. Han sprang startsträckan i Sydafrikas lag i försöken på stafett 4x400 m men blev sedan petad till finalen. När Sydafrika sedan utan Pistorius blev tvåa i finalen fick också Pistorius en silvermedalj.
Pistorius kvalificerade sig till de olympiska spelen i London 2012, där han gick till semifinal på 400 meter och var med i det sydafrikanska lag som kom åtta på 4x400 m. Han tävlade sedan också vid Paralympics samma sommar och vann där tre medaljer, varav två guld.

## Reeva Steenkamps död
Pistorius och fotomodellen Reeva Steenkamp träffades i november 2012 och inledde ett förhållande. På alla hjärtans dag, den 14 februari 2013, greps Pistorius i samband med att Steenkamp påträffats död i hans hem i Pretoria. Följande dag ställdes Pistorius inför häktningsdomstol, anklagad för mord.  Häktningsförhandlingarna avbröts snart och sköts upp till juni 2013.  Pistorius förnekade mordanklagelserna.
Den 12 september 2014 dömdes Pistorius för dråp på sin flickvän. Den 21 oktober meddelades påföljden, fem års fängelse. Den 8 juni 2015 beslutade Sydafrikas högsta domstol att Pistorius skulle släppas ur fängelset den 21 augusti samma år och sättas i husarrest. Den 19 augusti sköts dock husarresten upp och inte förrän i oktober hamnade han i husarrest. Den 3 december 2015 ändrade dock Sydafrikas högsta domstol domen och Pistorius förklarades istället skyldig till mord. Den 6 juli 2016 dömdes han till sex års fängelse för mord. I november 2017 förlängdes fängelsestraffet till 13 år och fem månader.
Efter beslut i Sydafrikas högsta domstol november 2023 blev Oscar Pistorius villkorligt frigiven 5 januari 2024.